# Maledivy na letních olympijských hrách
Maledivy na letních olympijských hrách startuje od roku 1988. Toto je přehled účastí, medailového zisku a vlajkonošů na dané sportovní události.

## Účast na Letních olympijských hrách
| Dějiště LOH            | LOH      | Vlajkonoš                                          | Zlatá medaile | Stříbrná medaile | Bronzová medaile | Celkem |
| ---------------------- | -------- | -------------------------------------------------- | ------------- | ---------------- | ---------------- | ------ |
| 1988 Soul              | LOH 1988 | nebyl                                              |               |                  |                  | 0      |
| 1992 Barcelona         | LOH 1992 | nebyl                                              |               |                  |                  | 0      |
| 1996 Atlanta           | LOH 1996 | Ahmed Shageef                                      |               |                  |                  | 0      |
| 2000 Sydney            | LOH 2000 | Naseer Ismail                                      |               |                  |                  | 0      |
| 2004 Athény            | LOH 2004 | Sultán Saíd                                        |               |                  |                  | 0      |
| 2008 Peking            | LOH 2008 | Aminath Rouya                                      |               |                  |                  | 0      |
| 2012 Londýn            | LOH 2012 | Mohamed Ajfan Rasheed                              |               |                  |                  | 0      |
| 2016 Rio de Janeiro    | LOH 2016 | Aminath Shajan                                     |               |                  |                  | 0      |
| 2020 Tokio             | LOH 2020 | Fathimath Nabaaha Abdul Razzaq Mubal Azzam Ibrahim |               |                  |                  | 0      |
| 2024 Paříž             | LOH 2024 |                                                    |               |                  |                  | x      |
| Celkem                 | 9        |                                                    | 0             | 0                | 0                | 0      |
| Zdroj na Olympedia.org |          |                                                    |               |                  |                  |        |